# Johann Christian Günther-de Bary
Johann Christian Günther(-de Bary) (* 30. Dezember 1797 in Frankfurt am Main; † 11. Februar 1880 ebenda) war ein deutscher Kaufmann und Abgeordneter.

## Leben
Günther-de Bary lebte als Bankier und Kaufmann in Frankfurt am Main. Die Firma Gebrüder Mayer beschäftigte sich mit Wechselgeschäft, Kommission und Spedition. Von 1831 bis 1842 war er Mitglied der Frankfurter Handelskammer.
Von 1835 bis 1858 war er Mitglied im Gesetzgebenden Körper der Freien Stadt Frankfurt. Zwischen 1835 und dem Ende der Freien Stadt Frankfurt 1866 gehörte er auch der Ständigen Bürgerrepräsentation an.